# Односи међу варијаблама
Истраживање се може дефинисати као скуп поступака који за циљ имају да открију, опишу и објасне различите могуће односе међу варијаблама. Једна од релација међу варијаблама је поменути директни однос између независне и зависне варијабле.
Варијабле заузимају централно место у сваком кораку сложеног процеса научног истраживања. Наслови научно-истраживачких радова по правилу садрже имена (зависних) варијабли. Одговори на питања “шта је предмет истраживања”, “који је основни проблем истраживања”, “који су циљеви истраживања и путем којих задатака су они реализовани”, “које су истраживачке хипотезе понуђене” нужно се изражавају у терминима варијабли и њиховог односа. Технике за прикупљање података нису ништа друго до мерни инструменти који се користе да би се утврдиле вредности варијабле за различите објекте истраживања. Коначно, статистичке технике за обраду података и напредни методи статистичког моделовања теситрају претпоставке о односима међу варијаблама.
Обично се разматрају четири односа међу варијаблама, а то су корелација, предикција, зависност и узрочност.

## Корелација
Корелација (повезаност) представља један од односа међу варијаблама. Понекад се назива и асоцијација. Једно од честих питања у истраживањима јесте да ли су две појаве повезане на неки начин, или су међусобно независне. Једна кратка дефиниција корелације гласи: две варијабле су повезане, уколико варирају на сродан начин. Две варијабле су у корелацији уколико су промене једне варијабле праћене променама друге варијабле код истих објеката. Корелација је јако важан методолошки и статистички појам.

### Тип корелације
Корелација између две варијабле може бити позитивна, негативна и нулта. Уколико обе варијабле расту, у питању је позитивна корелација, а уколико једна расте, а друга опада, у питању је негативна. Постоји и нулта корелација, где варијабле не расту и не опадају. 

### Степен корелације
Корелација две варијабле је ствар степена, односно није искључиво присутна или одсутна, већ може постојати у већој или мањој мери. Било да су позитивно или негативно корелиране, варијабле могу бити повезане тешње или слабије. Степен повезаности зависи од тога колика је коресподенција (сличност) у начину варирања две варијабле. Та сличност зависи и од тога колика је, за одређену вредност једне варијабле, варијација међу одговарајућим вредностима друге варијабле; што је та варијација већа, то је корелација мања.
Тип и степен корелације две варијабле могу се изразити посебним нумеричким показатељима који се називају коефицијенти корелације. Њихова величина мора бити између -1 и +1. Предзнак означава тип корелације, односно позитивну или негативну корелацију. Коефицијенти попут -0.9 и +0.9 говоре о високом степену корелације, а -0.1 и +0.1 о ниском степену. Овакав начин одређивања везе између појава главна је одлика неексперименталних истраживања.

## Предикција
Ако су две варијабле корелиране, онда на основу информације о једној варијабли, истраживачи могу да стекну информације о другој. Реч је о предикцији, односно процењивању вредности једне варијабле на основу друге. Варијабла на основу које се предвиђа јесте предикторска варијабла, а варијабла чије се вредности предвиђају јесте критеријумска. 
Постоји статистички поступак, регресиона анализа, помоћу којег се на основу вредности једног објекта на једној варијабли, може рачунати предвиђена, процењена вредност тог објекта на другој варијабли. Поступак предикције, односно регресије, биће утолико прецизнији уколико је корелација између варијабли тешња. Уколико је корелација слаба или нулта, онда се може врло мало сазнати о једној варијабли, на основу друге.

## Зависност
У многим истраживањима, главни циљ истраживача јесте да утврди да ли између две или више варијабли постоји зависност. У таквим испитивањима се користе зависна и независна варијабла. Постоје блиске везе између појмова зависности и корелације. Наиме, уколико варијабла А зависи од варијабле Б, онда су те две варијабле корелиране, будући да су промене у А праћене променама у варијабли Б. Разлика између ова два појма јесте тај што је код корелације нужно да промене и једне и друге варијабле буду праћене, односно њихов однос је симетричан, док је код зависности асиметричан, тако да уколико А зависи од Б, не мора да значи да Б зависи од А. Постоје блиске везе и са појмом предикције и зависности. Наиме, уколико варијабла А зависи од варијабле Б, на основу знања о варијабли Б, истраживач може да врши предикцију вредности варијабле А.

### Зависна и независна варијабла
Било која особина на којој се могу регистровати интер-индивидуалне и интра-индвидуалне разлике може бити варијабла. Број могућих варијабли је готово бесконачан. Постоји неколико начина на основу којих се могу разликовати варијабле. Од свих критеријума поделе варијабли, најзначајнији је онај који се односи на улогу коју варијабле могу имати у истраживању, а тиче се основне поделе варијабли на независне и зависне.
Зависна варијабла је она променљива за коју истраживачи настоје да утврде истраживањем да ли и на који начин зависи од независне варијабле. Улогу зависних варијабли имају оне појаве и особине које истраживачи желе да упознају, разумеју и објасне.
Независне варијабле су оне појаве и особине путем којих истраживач жели да разуме промене у зависној варијабли. По правилу, истраживач полази од претпоставке да зависна варијабла представља исход (ефекат, консеквент, последицу) независне варијабле која јој претходи временски или концептуално и која је стога њен антецендент, односно чинилац, узрок или услов њеног јављања.
Улога варијабле у истраживању није одређена природом саме варијабле, већ циљевима истраживања. Другим речима, једна те иста варијабла у једном истраживању може бити независна, док у другом истраживању може имати улогу зависне варијабле. На пример, уколико истраживање има циљ за открије да ли успех на послу зависи од интелигенције, онда је успех на послу зависна варијабла. Са друге стране, уколико истраживањем настојимо да утврдимо да ли успех на послу делује на доживљај личног задовољство, онда је успех на послу независна варијабла.  

### Однос са другим поделама
Зависне и независне варијабле могу бити субјект-варијабле, стимулус-варијабле, могу бити нумеричке и категоричке. Зависне варијабле никад нису манипулативне, нити селективне, већ су регистроване, будући да се њихове вредности бележе. Не мора свака регистрована варијабла бити зависна, а постоје истраживања где нема ни независних, ни зависних варијабли, а постоје регистроване.
Када је реч о независним варијаблама, постоји више одговора. Неки истраживачи под независним варијаблама сматрају само манипулативне варијабле. Неки истраживачи (углавном они који се баве квалитативним истраживањима) сматрају да независна варијабла може бити регистрована, селективна и манипулативна.

## Узрочност
Посебна веза зависности је узрочност, односно каузација или узрочна зависност. Уколико су две варијабле у узрочном дејству, ако А варијабла дејствује, односно утиче на Б, ако разлике у вредности варијабле А нису само праћене разликама у варијабли Б, већ их изазивају. Другим речима, варијабла А је узрок (каузална варијабла), а Б је последица и назива се последична варијабла.
Могуће су две врсте каузалних односа између две варијабле, директни и индиректни односи. Једна од могућности јесте директна веза између варијабли А и Б, и означени су са А⇒Б и Б⇒А. У ком смеру делује каузална стрела, тј. која варијабла узрокује коју, понекад је врло лако утврдити, али постоје случајеви када то није тако лако.
Друга могућност је да корелација између А и Б буде последица сложенијих, индиректних каузалних односа, у које су укључене додатне варијабле, поред А и Б. У најпростијем случају, постоји само једна таква варијабла, на пример варијабла Ц. Једна од могућности јесте да варијабла Ц делује на обе варијабле, Ц⇒А, Ц⇒Б. У том случају, разлог за корелацију А и Б јесте тај што имају заједнички узрок у варијабли Ц. Постоји и могућност да А директно узрокује Б, а да поврх свега тога постоји и Ц која узрокује и А и Б.
Варијабла Б може индиректно да делује на варијаблу А преко варијабле Ц. У том случају, Б делује на Ц, а Ц делује на А.

### Утврђивање каузалности
Није увек лако непобитно утврдити каузалност, и она се по правилу може утврдити само статистичким методама. Наиме, у експериментима се користе варијабле са највишим степеном контроле, експерименталне. Тиме што се активно манипулише вредностима експерименталне варијабле А, истраживач током истраживања најпре сам ствара узрок, а затим региструје последицу тог узрока на неку варијаблу Б. Под таквим условима, ако је Б манипулативна варијабла, са знатно већом сигурношћу се може закључити утицај једне варијабле на другу, без утицаја неке споредне варијабле. 
Предност експерименталних над неексперименталним истраживањима је могућност много поузданијих каузалних закључака. Мана експерименталних истраживања јесте у томе што постоје бројне важне и занимљиве варијабле које се не могу манипулисати.